# Абадија Сант'Алберто (Павија)
Абадија Сант'Алберто (итал. Abbadia Sant'Alberto) је насеље у Италији у округу Павија, региону Ломбардија.
Према процени из 2011. у насељу је живело 8 становника. Насеље се налази на надморској висини од 674 м.